# El Forn
El Forn ou les Cases del Forn é uma localidade de Andorra, situada na paróquia de Canillo. Sua população em 2024 foi estimada em 136 habitantes.